# John Ecker
John Miles Ecker (* 12. Oktober 1948 in Los Angeles, Kalifornien) ist ein ehemaliger deutsch-amerikanischer Basketballspieler und -trainer, der in der Basketball-Bundesliga für TuS 04 Leverkusen spielte. Der gebürtige US-Amerikaner war Lehrer am Landrat-Lucas-Gymnasium in Opladen und ist seit 1974 mit der zweifachen Leichtathletik-Olympiasiegerin Heide Ecker-Rosendahl verheiratet. Die beiden haben zwei Söhne, ihr jüngerer Sohn Danny Ecker (* 1977) ist ein dreimaliger Olympiateilnehmer im Stabhochsprung.

## Leben
Ecker wuchs in armen Verhältnissen auf.
Während seines Studiums in seinem Heimatland an der University of California, Los Angeles spielte Ecker für die Hochschulmannschaft der UCLA Bruins. Diese waren seinerzeit unter dem legendären Trainer John Wooden das dominierende Team im College-Basketball und gewannen zwischen 1964 und 1975 zehn NCAA Division I Basketball Championships in der National Collegiate Athletic Association (NCAA). Ecker war an drei Meisterschaften beteiligt (1969, 1970, 1971) und spielte als Einwechselspieler auf der Position des Forwards und Centers. Die besten statistischen Werte seiner UCLA-Zeit erreichte er in der Saison 1969/70, als ihm pro Begegnung im Durchschnitt 3,5 Punkte und 2,5 Rebounds gelangen. Zu den Mannschaftskameraden Eckers gehörte zunächst die Basketball-Legende Kareem Abdul-Jabbar, der bei den Bruins noch unter seinem Geburtsnamen Lew Alcindor aktiv war; später spielte Ecker unter anderem mit Terry Schofield zusammen, der wie er später in der deutschen Bundesliga spielte. Schofield wechselte nach dem Ende seines Studiums dank der Vermittlung Eckers zum SSC Göttingen. Ein weiterer erfolgreicher Spieler der Bruins, Greg Lee, war später Eckers Mannschaftskollege in Leverkusen.
Nach dem Studienabschluss in seinem Heimatland kam Ecker nach Deutschland und spielte ab 1971 für TuS 04 Leverkusen. Bereits drei Tage nach seiner Ankunft lernte er Heide Rosendahl kennen, die zwar in Deutschland eine bekannte Sportlerin, dem US-Amerikaner aber nicht geläufig war. Ein Mannschaftskollege Eckers stellte die beiden einander vor, Ecker und Rosendahl wurden ein Paar. Mit den Leverkusenern, die in den beiden Spielzeiten zuvor das Double gewonnen hatten, verteidigte Ecker den Meistertitel 1972 erfolgreich. Leverkusens Aufgebot des Spieljahres 1971/72 mit Ecker als Leistungsträger bestimmte das Geschehen in der Bundesliga in dieser Saison fast nach Belieben und wird als eine der besten Mannschaften in der Bundesliga-Geschichte eingestuft. 1974 gelang der Pokalsieg. Ecker kehrte zunächst in sein Heimatland zurück und war in der Saison 1974/75 Assistenztrainer an der UCLA, ab 1975 spielte er wieder in Leverkusen. 1976 gewannen die Leverkusener Basketballer ein weiteres Mal das Double aus Meisterschaft und Pokalsieg sowie 1979 eine weitere Meisterschaft. Der US-Amerikaner, der 1977 die deutsche Staatsbürgerschaft annahm und die US-amerikanische abgab, arbeitete zusätzlich zu seiner Beschäftigung als Basketballspieler als Gerüstbauer bei Bayer, später wurde er als Gymnasiallehrer in den Fächern Englisch, Soziologie und Sport tätig. Eckers Kameraden bei Leverkusen waren neben anderen die Nationalspieler Norbert Thimm, Dieter Kuprella, Achim Kuczmann und Rudi Kleen. Ecker gehört in der Geschichte des Rekordmeisters Leverkusen zu den erfolgreichsten Punktesammlern überhaupt, er erzielte in insgesamt 259 Bundesliga-Spielen 4141 Punkte (16 je Begegnung). Nach seiner Zeit als Aktiver war Ecker als Trainer in der 2. Basketball-Bundesliga für den TuS Opladen sowie den Fusionsverein BG Bonn 92 tätig, dessen Profimannschaft im Verein der Telekom Baskets Bonn aufging, der seit 1995 in der ersten Basketball-Bundesliga spielt. Zudem betreute Ecker Schulmannschaften des Landrat-Lucas-Gymnasiums, so erreichte 2005 eine von ihm betreute Basketballauswahl mit den Spöler-Zwillingen Ben und Tom, die später für die Bayer Giants Leverkusen und Giants Düsseldorf in der BBL spielten, den Titel bei Jugend trainiert für Olympia.
Im Altherrenalter nahm Ecker an deutschen Meisterschaften und als Mitglied der deutschen Ü65-Auswahl auch an der Weltmeisterschaft 2013 teil.

## Erfolge
- Meister der NCAA: 1969, 1970, 1971
- Deutscher Meister: 1972, 1976, 1979
- Deutscher Pokalsieger: 1974, 1976